# Bambafouga
Bambafouga est un village dans la région de Mamou au centre du sud de la république de Guinée.

## Historique
En 1933, le hameau de Bambafouga est rattaché au village de Doundouko dans le canton de Mamou.
Dans les années 1970, le projet d'un « chemin de fer Transguinéen » à voie unique et à écartement normal prévoit de passer à Bambafouga, et « La voie pourra éventuellement être doublée sur le tronçon le plus fréquenté, c'est-à-dire entre Conakry et Bambafouga... ».

## Projet
La ville habitera une jonction proposée sur les futurs chemins de fer transguinéens à écartement standard.